# Pedro Albéniz
Pedro Albéniz (Logroño, 1795-Madrid, 1855) fue un pianista y compositor español.
Hijo de Mateo Albéniz, notable músico también, comenzó de niño sus estudios musicales con su padre, trasladándose para ampliarlos a París, donde fue discípulo de varios eminentes maestros, y recibió consejos musicales de Rossini.

## Biografía
Fue considerado por sus veladas músico-literarias junto a las plumas más brillantes del país, como el también riojano Manuel Bretón de los Herreros, célebres en Madrid.
Hijo de Mateo Albéniz, con quien recibió su primera formación, un afamado compositor, intérprete de teclado y teórico. Marcha a París para así continuar con sus estudios, siguiendo los cursos de Henri Herz y Friedrich Kalkbrenner. En la capital francesa entabló una gran amistad con Rossini, de quien recibió grandes consejos musicales.
En su retorno a territorio español comienza con el cargo de organista en la iglesia de Santa María en San Sebastián y en años posteriores en la concatedral de La Redonda de Logroño. Dio conciertos de violín en los salones Santa Catalina y en el Palacio Real de Aranjuez. Cuando la reina María Cristina fundó el conservatorio de Madrid, fue nombrado profesor del mismo en el año 1830 y a su vez se convierte en el profesor de Isabel II, pues la gran mayoría de los pianistas de la época fueron alumnos suyos. En 1834, es designado, además, organista de la Capilla Real. Estas ocupaciones le impedirían continuar con su prometedora carrera como concertista, pero sí el ser recordado, sobre todo, por su método de piano vigente en el conservatorio madrileño durante medio siglo.

##### Como intérprete, pedagogo y compositor
Como era de costumbre en el siglo XIX, las fantasías operísticas eran un reto para los pianistas. Bellini, Rossini o Donzzetti gozaban de innumerables transcripciones, variaciones y fantasías para teclado. La técnica pianística de Pedro Albéniz era tan versátil y amplia que llegó en un ejercicio casi comparativo, a fundirse con la música de escena de una manera casi natural, como demuestran sus piezas sobre temas de Bellini o Verdi, verdaderos ejemplos de sencillez artística, en el sentido de querer olvidarse de su propio estilo personal para poner todos sus conocimientos al servicio de la obra trascrita, de la misma manera que le ocurriera a Liszt con Beethoven. 
Fue de los pioneros en introducir métodos modernos de técnica para teclado en la pedagogía española. Pedro Albéniz fue vicepresidente primero del Liceo Artístico y Literario en 1838 y en 1841 la Academia Filarmónica de Madrid le nombró Distinguido profesor, Maestro de Música y Socio de Honor de Madrid de dicha entidad. 
Aunque sus composiciones no brillan por su interés, y generalmente son inferiores a las de su padre, escribió un Método Completo para Piano (Madrid, 1840), que llegó a ser el texto de estudios oficial del Conservatorio de Madrid. Es el autor de una enorme colección de obras de música profana y religiosa que se guardan en el Archivo Eclesiástico de San Sebastián, concretamente en el Eresbil de la localidad guipuzcoana de Rentería. También existen obras suyas archivadas en el Palacio Real, la Biblioteca Nacional, en el Conservatorio de Música “María Cristina” de Madrid y en el “Archivo de Música de Orleans” en Canarias.

## En memoria
- Pedro Albéniz fue el introductor en España del piano romántico y el autor del método por el que han estudiado grandes músicos de la escuela española.
- El homenaje se inscribe dentro del Plan de Memoria de Madrid, que recuerda a figuras representativas de la vida de la ciudad.
- En febrero de 2008, el Ayuntamiento de Madrid colocó una placa en la fachada del número 26 de la calle del Arenal, casa donde Pedro Albéniz falleció en 1855.[2]

### Distinciones
También fue Caballero de la Real y Distinguida Orden Española de Carlos III y de la Orden Española de Isabel La Católica en 1843, y Secretario Honorífico de S.M. la Reina Isabel II en 1847.

## Composiciones

### Obras para banda
- 1813 Himno - cantado en la ciudad de San Sebastián en obsequio a los Reyes N.N.S.S., dedicado a sus Majestades, para banda y gran coro mixto.
- 1833 Marcha e himno para la jura de la Princesa de Asturias, representada por una comparsa de jóvenes de San Sebastián, para banda.
- 1833 Marcha triunfal, himno y contradanzas de la comparsa alegórica al restablecimiento del Rey N.S. y administración benéfica de S.M. la Reina, ejecutada en San Sebastián con acuerdo de su ayuntamiento el domingo de carnaval de 1833, para banda.

### Obras para coro
- 1841 Villancico real al nacimiento de N.S. Jesucristo, para dos solistas, coro de dos voces y piano.
- 1842 Villancico real al nacimiento de N.S. Jesucristo, para solista, coro de niños y piano.
- 1844 Villancico real al nacimiento de N.S. Jesucristo, para solista, coro de niños y piano.
- 1845 Villancico real al nacimiento de N.S. Jesucristo, para solistas, coro mito (STB) y piano.

### Obras para piano
- 1825 Rondó brillante a la tirana sobre los temas del "Trípoli y la Cachucha", para piano, op. 25
- 1825 Variaciones brillantes sobre el "Himno de Riego", para piano, op. 28
- 1830 Serenata cantada a sos Reyes Nros. Sres. con motivo de su salida de la ciudad de San Sebastián, para piano.
- 1831 Fantasía elegante sobre motivos escogidos de la ópera "I puritani" de Vincenzo Bellini, para piano.
- 1831 Variaciones brillantes sobre el tema favorito Mira, oh Norma, ai tuoi ginocchi de Vincenzo Bellini, para piano, op. 33
- 1843 Contradanzas bailadas a presencia de S.S.M.M. por una comparsa de jóvenes distinguidos de San Sebastián
- 1843 Vals no.4, para piano.
- 1843 Vals no.5, para piano.
- 1844 Lucía di Lammermoor, fantasía on a themes from Verdi's opera para piano.
- 1852 Corona musical de canciones populares españolas
- 12 estudios melódicos para piano á cuatro manos compuestos expresamente [sic] para S.M. la Reina Doña Ysabel 2ª, op. 56
- El chiste de Málaga - capricho, música característica española, op.37
- El polo nuevo - capricho, música característica española, para piano, op. 41
- Estudios para piano - antología (siglo XIX)
- Fantasía sobre motivos de la ópera "Nabucco" de Giuseppe Verdi, para dos pianos, op. 36
- Fantasía sobre motivos de la ópera "Attila" de Giuseppe Verdi, para piano a cuatro manos.
- Fantasía sobre motivos de la ópera "Ernani" de Giuseppe Verdi, para pano a cuatro manos.
- Fantasía sobre motivos de la ópera "I Lombardi" de Giuseppe Verdi, para piano a cuatro manos.
- Fantasía sobre motivos del "Nabucodonosor" de Giuseppe Verdi, para dos pianos
- Fantasía sobre un motivo vasco, para piano.
- Flores melódicas, para piano, op. 60
- La barquilla gaditana - capricho, música característica española , op.39
- La gracia de Córdoba música característica española, para dos pianos, op. 38
- Lied, para piano, op. 53
- Los jardines de Aranjuez, para dos pianos.
- Mi Delicia, para dos pianos, op. 61
- Piezas características españolas, para dos pianos.
- Riojanos Ilustres
- Rondino-capricho sobre motivos de "La Violeta", para piano, violín, viola y chelo, op. 65